# 脇田義信
脇田 義信（わきた よしのぶ、1945年1月27日 - 2005年3月29日）は、広島テレビの元アナウンサー。後に報道担当取締役を務めた。

## 来歴・人物
広島県広島市出身。生後8ケ月足らずで原子爆弾によって被爆（後述）。
広島観音高等学校、広島商科大学（現在の広島修道大学）商学部では演劇活動に打ち込む。同大学を卒業後の1968年、広島テレビに入社。翌年アナウンス部に配属され、アナウンサーとして『ズームイン!!朝!』（以下『ズームイン!!SUPER』も含め、「ズームイン」と記す）など広島の朝の顔として親しまれる。
熱狂的な広島東洋カープのファンとして知られ、実況中継だけでなく『ミユキ野球教室』（全国送出）、あるいは広島情報番組にも出演したこともある。日本シリーズは1980年の広島対近鉄第2戦の実況を担当している。中でも「ズームイン」の名物コーナーだった「プロ野球いれコミ情報」では、読売ジャイアンツファンの徳光和夫（途中から福留功男）、中日ドラゴンズファンのきくち教児（ローカルタレント、当時「ズームイン」で中京テレビのリポーターとして出演）、阪神タイガースファンの辛坊治郎、森たけし（共に当時読売テレビアナウンサー）とともにプロ野球の情報を連日伝え、広島が勝った翌朝の放送では「やーるときゃやっちょる!!」と広島の勝利を喜び、一方負けた翌朝の放送では腹の底から悔しがる様子を見せていた。1982年には「広島が優勝しなかったら丸坊主になる」と番組内で公約したものの、同年は中日がリーグ優勝したため、きくちと板東英二（当時「ズームイン」で中日情報の解説者として出演）の立ち会いのもと、巨人ファンの徳光とともに東京のマイスタジオ（当時は麹町）で頭を丸坊主にした。
また、毎年8月6日の「ズームイン」では広島平和記念式典の模様を放送し、式典会場から全国に向けての生中継で総合司会を務めた。
1997年3月をもってアナウンサー職を退いて以降は、制作部や報道局を経て2004年から取締役を務めていたが、翌2005年3月29日、胃がんのため死去した。享年60。同年3月31日、「ズームイン」の中で追悼コーナーが放送され、その後同番組で当時広島の監督だった山本浩二が脇田の自宅を弔問に訪れた模様を放送した。東京ドームでの開幕戦で巨人を相手に3連勝した後の弔問ということもあり、山本は脇田に非常に感謝していた。
長男の脇田晃治は中国放送（RCC・TBS系列）の関連企業である番組制作会社、RCCフロンティアでプロデューサー・ディレクターを務め、「KEN-JIN」にもスタッフの一人として出演したことがある。その後、2020年4月に父・義信が勤務していた広島テレビに制作プロデューサーとして移籍した。

### 被爆者として
前述の通り、生後間もなく広島への原爆投下により被爆。このことから、原爆被害の問題を生涯のライフワークの一つとするようになった。
脇田は生前、自身が被爆者であることを公言しており、毎年の平和祈念式典中継で総合司会を務める際には必ず「私が亡くなったら死没者名簿に名前が記されます」と明言した上で「大切な方の命日を、あなたは忘れられますか? 忘れられないはずです」と発言していた。
脇田の名は、被爆60年となった2005年の原爆死没者名簿に書き加えられている。

## 過去の担当番組
- ズームイン!!朝!
- ザ・トップテン（広島県内での中継リポーター）
- 広島平和音楽祭（司会を務めた年もある他、制作担当などスタッフとして参加した年度もあった）

## ディスコグラフィ
- 『新プロ野球小唄 広島編』（バップ）（1984年）
同時にリリースした中日編は『スター誕生!』で優勝した演歌歌手の鈴木ゆかり（愛知県岡崎市出身）。「責任とるのは古葉さんだー」で締める。